# Naskapi Nation of Kawawachikamach
Naskapi Nation of Kawawachikamach (Naskapi: ᓇᔅᑲᐱ ᐃᔪᒡ ᐅᑕ ᑲᐛᐛᒋᑲᒪᒡ,  franska: Nation First Nawachskapi de Kawaec Nation-regering, i Kanada) Medlemmarna i gruppen är etniskt Naskapi Innu och talar Naskapi-språket. Naskapi Nation of Kawawachikamach är den enda Naskapi gruppen i Quebec , men det finns en annan Naskapi-grupp, Mushuau Innu First Nation i Labrador.

## Geografi
De flesta medlemmar av nationen bor på deras Terres réservées aux Naskapis eller på svenska Naskapis reservat i Kawawachikamach, Quebec, cirka 16 kilometer norr om Schefferville. Schefferville är inte anslutet till det nordamerikanska vägnätet men är tillgängligt med flyg via Schefferville flygplats eller med tåg. Schefferville ligger på den norra delen av Tshiuetin Rail Transportation, som delvis ägs av nationen, med transportservice till Sept-Îles, i Quebec. Det primära reservatet, där medlemmarna bor, är 33,37 kvadratkilometer. Gruppen kontrollerar också över en bykommun i Naskapi med samma namn som är 242 kvadratkilometet stor. Något i motsats till namnen, i Quebec, är Terres réservées aux Naskapis markägor som alltså är avsatta för Naskapi First Nations permanenta uppehåll. Village Naskapi gränsar till Terres réservées aux Naskapis även om gruppens medlemmar inte bor där permanent.

## Historia
Före den europeiska kolonisationen levde Naskapi huvudsakligen av att jaga caribou. Vildrenen gav mat, kläder och verktyg, och var viktigast i deras överleva på den arktiska tundran. De levde nomadiskt och följde renens vandringar. Vissa år var det ont om caribou och svårare förhållanden. Från 1893 drabbades Naskapi av flera episoder med hungersnöd. Omkring 1950 ingrep den federala regeringen. Den transporterade matransoner till Fort Mackenzie, söder om Kuujjuaq, där Naskapi då hade slagit sig ner. Två år senare återvände stammen till Fort Chimo ( Kuujjuaq), deras tidigare bosättningsområde. 1956 accepterade Naskapi  att bo nära Innu av Matimekush, nära Schefferville. 1956 organiserade Indigenous Services Canada (ISC), tidigare känt som Department of Indian Affairs and Northern Development, för att Naskapis skulle flytta från Fort McKenzie i Kanada, känt av Naskapis som Waskaikinis (ᐛᔅᑲᐃᑭᓂᔅ), till gruvstaden Schefferville. Efter undertecknandet 1978 av Northeastern Québec Agreement, beslutade Naskapis att flytta och började bygga upp det som idag är känt som samhället Kawawachikamach. Enligt Northeastern Québec Agreement, som baserades på James Bay and Northern Quebec Agreement, gynnas Naskapi, liksom cree och inuiterna, av ett system som ger dem exklusiva jakt-, fiske- och fångsträttigheter. Avtal ger dem andra förmåner i utbyte mot de rättigheter och intressen som de avstod från i Québec.

## Befolkning
Den 31 december hade gruppen 969 medlemmar och ytterligare 593 invånare som inte tillhörde denna first nation. I oktober 2019 hade nationen en registrerad befolkning på 793 invånare, varav 688 personer bodde på reservatet och 105 som bodde utanför reservatet eller på andra landområden reserverade för first nations. Enligt Statistics Canadas folkräkning 2016 bodde 601 personer på reservatet, en ökning med 2,6 % från 586 i folkräkningen 2011. Talade officiella språk rapporterade  för bara engelska vara 70,3 % medan endast 1,7 % rapporterade att de bara pratade franska; och  21,5 % talar båda officiella språken. 97,5 % rapporterade att de talade ett inhemskt språk, oftast naskapi mest talades i hemmet.